# Margot Bingham
Margot Bingham (Pittsburgh, 6 dicembre 1987) è un'attrice e cantante statunitense.
Nonostante sia principalmente conosciuta per il suo ruolo di cantante jazz, ha anche preso parte a diverse serie TV statunitensi come Boardwalk Empire - L'impero del crimine, The Family e She's Gotta Have It e la serie Tv New Amsterdam.

## Filmografia parziale

### Cinema
- Burning Blue, regia di D.M.W. Greer (2013)
- La bottega del barbiere 3 (Barbershop: The Next Cut), regia di Malcolm D. Lee (2016)
- Saturday Church, regia di Damon Cardasis (2017)
- Anything, regia di Timothy McNeil (2017
- Alla fine ci sei tu (Then Came You), regia di (2018)

### Televisione
- In Between Men – serie TV, 13 episodi (2010-2013)
- Golden Boy – serie TV, episodio 1x13 (2013)
- Boardwalk Empire - L'impero del crimine (Boardwalk Empire) – serie TV, 11 episodi (2013-2014)
- Matador – serie TV, 6 episodi (2014)
- The Family – serie TV, 12 episodi (2016)
- Queen Sugar – serie TV, 3 episodi (2017)
- She's Gotta Have It – serie TV, 16 episodi (2017)
- Blue Bloods – serie TV, episodio 8x09 (2017)
- One Dollar – serie TV, 5 episodi (2018)
- New Amsterdam – serie TV, 19 episodi (2018-2021)
- The Walking Dead – serie TV, 16 episodi (2020-2022)
- Lawmen - La storia di Bass Reeves (Lawmen: Bass Reeves), regia di Christina Alexandra Voros e Damian Marcano – miniserie TV, puntata 1 (2023)

## Doppiatrici italiane
Nelle versioni in italiano delle opere in cui ha recitato, Margot Bingham è stata doppiata da:
- Francesca Fiorentini in Boardwalk Empire - L'impero del crimine, The Family
- Domitilla D'Amico in She's Gotta Have It
- Cristiana Rossi in Alla fine ci sei tu
- Perla Liberatori in Blue Bloods
- Emanuela Damasio in The Walking Dead (1ª voce)
- Ilaria Egitto in The Walking Dead (2ª voce)
- Perla Liberatori in Lawmen - La storia di Bass Reeves